# Mikio Oda
Mikio Oda (Hiroshima, 30 de março de 1905 – Kamakura, 2 de dezembro de 1998) foi um atleta japonês, especialista em provas de salto, primeiro campeão olímpico de seu país e o primeiro asiático a ganhar uma medalha de ouro nos Jogos Olímpicos em prova individual.
Apesar de especialista no salto triplo, Oda também participava de competições do salto em distância e do salto em altura, provas que disputou três Jogos, Paris 1924, Amsterdã 1928 e Los Angeles 1932. Aos 18 anos, em 1923, estabeleceu os recordes nacionais do salto em distância e do salto triplo.
Sua medalha de ouro veio nos Jogos Olímpicos de Amsterdã, quando saltou 15m21 no salto triplo. Em seu diário naquele dia, após a cerimônia de premiação, escreveu: "Vou tentar até quebrar o recorde mundial". Três anos depois, em Tóquio, estabeleceu nova marca mundial da prova com 15m58cm.
Em 1931, Oda formou-se em jornalismo e foi trabalhar como repórter esportivo no Asahi Shimbum, um dos grandes jornais do país. Retirando-se das competições, ele dedicou seu trabalho à administração esportiva, tornando-se um membro do Comitê Olímpico Japonês em 1948 e mais tarde fazendo parte do comitê técnico da IAAF.
Durante os Jogos Olímpicos de Tóquio, em 1964, a bandeira olímpica foi hasteada à altura exata de 15m21cm, a marca de Oda em Amsterdã 36 anos antes, como homenagem ao campeão do salto triplo e sua importância para o desenvolvimento do atletismo japonês.
Seu sucesso despertou tal interesse no salto triplo no Japão, que esta prova, nos Jogos imediatamente posteriores, Los Angeles 1932 e Berlim 1936, foram vencidas por dois saltadores japoneses: Chuhei Nambu e Naoto Tajima.